# Ursidi
Ursidi so meteorji, ki pripadajo vsakoletnemu meteorskemu roju.

Radiant Ursidov leži v ozvezdju Malega medveda (UMi) (Ursa Minor). Ursidi se pojavljajo od 17. decembra do 26. decembra, svoj vrhunec pa dosežejo 22. decembra.
Starševsko telo (izvorni komet) je komet 8P/Tuttle (obhodna doba okoli 14 let). 

## Zgodovina
Urside je odkril leta 1900 britanski astronom William F. Denning (1848 – 1931). Precej časa ni bilo resnih analiz tega roja, dokler ni češki astronom Becvár 22. decembra leta 1945 opazoval roj, ki je imel 169 utrinkov na uro
.
V naslednjih letih so Urside sistematično opazovali. 

## Opazovanje
Radiant leži v ozvezdju Mali voz (Ursa Minor) v bližini zvezde Kohab (β Ursae Minoris). Roj je običajno zelo šibek. V zadnjih 70 letih so opazili dva zelo močna izbruha tega meteorskega roja (leta 1945 in 1986)

V letih 1988, 1994, 2000 in 2006 je bil roj močnejši. Na severni polobli se roj zelo slabo vidi.